# Systasis cenchrivora
Systasis cenchrivora is een vliesvleugelig insect uit de familie Pteromalidae. De wetenschappelijke naam is voor het eerst geldig gepubliceerd in 1972 door Farooqi & Menon.